# Mạch Trường Thanh
 Mạch Trường Thanh - (giản thể: 麦长青; phồn thể: 麥長青) hiện đang là nam diễn viên tuyến đầu của hãng phim TVB Hong Kong.

## Tiểu sử
Mạch Trường Thanh sinh ngày 18 tháng 12 năm 1968, được biết đến như MakBau(麦包), là một diễn viên Hong Kong hãng phim TVB. Ông được ca ngợi và nổi tiếng nhất với vai diễn phản diện của ông trong những nhân vật phản diện chính, Leung Fei-fan (Fei Fan Gor - Lương Phi Phàm), trong phim Nghĩa Hải Hào Tình, mà ông đã giành được giải thưởng kỉ niệm TVB hàng năm lần thứ 43 cho hạng mục Nam diễn viên hỗ trợ xuất sắc nhất. ông cũng đã giành Nam diễn viên xuất sắc nhất trong giải thưởng vai trò hỗ trợ trong lễ trao giải Truyền hình Châu Á năm 2011 lần thứ 16 cho vai trò tương tự. Ông cũng được biết đến với công việc lồng tiếng cho phim hoạt hình của mình cùng hãng Flash Fax và After School ICU.

## Giải thưởng
- 2010: Giải thưởng kỉ niệmTVB hàng năm lần thứ 43, thắng giải thưởng Nam diễn phụ xuất sắc nhất (phim Nghĩa Hải Hào Tình).
- 2011: Giải thưởng truyền hình Châu Á lần thứ 16, thắng giải thưởng Nam diễn viên phụ xuất sắc nhất (phim Nghĩa Hải Hào Tình).

## Tiểu sử phim

### Phim điện ảnh
| Tên | Năm  | Vai diễn           | Ghi chú                             |
| --- | ---- | ------------------ | ----------------------------------- |
| The Last Conflict | 1988 |                    |                                     |
| The Iron Butterfly | 1989 |                    |                                     |
| Proud and Confident | 1989 | B.O.B. officer     |                                     |
| Ghost Busting | 1989 | trainee            |                                     |
| Best Friend of the Cops | 1990 | Shing              |                                     |
| The Gods Must Be Crazy (film series)\|The Gods Must Be Crazy V | 1994 | Mickey's friend    | aka The Gods Must Be Funny in China |
| Bomb Lover | 1995 | Ngok Tat-shing     |                                     |
| Enemy Shadow | 1995 |                    |                                     |
| Evil Instinct | 1996 |                    |                                     |
| A Killer's Expiry Date | 1998 |                    |                                     |
| A Long and Forgotten Ghost Story | 1998 |                    |                                     |
| God.com | 1998 | Bill               |                                     |
| Story of Prostitutes | 2000 |                    |                                     |
| Love is Butterfly | 2002 | Prince Wah         |                                     |
| Heroic Duo | 2003 | Superintendent Lau |                                     |
| New Police Story | 2004 | Negotiator         | cameo                               |
| The Wild | 2006 | Nigel              | Voice (Cantonese version)           |
| Kung Fu Mahjong 3 - The Final Duel | 2007 | Waiter             | cameo                               |
| Pleasant Goat and Big Big Wolf\|Pleasant Goat and Big Big Wolf — The Super Snail Adventure                                                                                  | 2009 | Pon Chia-chia      | Voice (Cantonese version)           |
| Pleasant Goat and Big Big Wolf\|Pleasant Goat and Big Big Wolf — Full of Vigor                                                                                              | 2010 | General Tiger      | Voice (Cantonese version)           |
| 72 Tenants of Prosperity | 2010 | Shoe store owner   | cameo                               |
| Marriage with a Liar | 2010 |                    |                                     |
| Pleasant Goat and Big Big Wolf\|Pleasant Goat and Big Big Wolf — Music Castle: The Space Adventure                                                                          | 2011 | Bitter Melon King  | Voice (Cantonese version)           |
| I Love Hong Kong | 2011 | Fei-fan Gor        | cameo                               |
| Summer Love | 2011 |                    |                                     |
| Turning Point 2 | 2011 |                    |                                     |
| I Love Hong Kong 2012 | 2012 |                    |                                     |
| Pleasant Goat and Big Big Wolf: Mission Incredible: Adventures on the Dragon's Trail\|Pleasant Goat and Big Big Wolf — Mission Incredible: Adventures on the Dragon's Trail | 2012 | Black Dragon       | Voice (Cantonese version)           |
| I Love Hong Kong 2013 | 2013 | Seven Star         |                                     |
| A Secret Between Us | 2013 |                    |                                     |
| Special ID | 2013 | Brother Kun        |                                     |

### Phim truyền hình
| Tên                                                                    | Năm     | Vai diễn                       | Ghi chú |
| ---------------------------------------------------------------------- | ------- | ------------------------------ | --- |
| The Seasons (TVB Program)\|The Seasons                                 | 1987    |                                | extra |
| Bing Kuen                                                              | 1988    | Soldier                        | |
| Twilight of a Nation                                                   | 1988    | Bandit                         | |
| The Vixen's Tale                                                       | 1989    |                                | extra |
| The Sword and the Sabre                                                | 1989    |                                | extra |
| Deadly Secret                                                          | 1989    | Inmate                         | |
| Looking Back in Anger                                                  | 1989    | College student                | |
| Final Combat\|The Final Combat                                         | 1989    | Xuan Bing Gong's disciple      | |
| Greed                                                                  | 1989    |                                | extra |
| A Change of Fate                                                       | 1995    | Ching Tin-yuen kin             | |
| Hand of Hope                                                           | 1995    | Kwok Yiu-leung                 | |
| Fist of Power                                                          | 1995    | Leung Kwan / Iron Bridge Three | |
| Justice Pao                                                            | 1995    | Chik Nou Ye Lau Ting-wan       | |
| From Act to Act                                                        | 1995    | Lau Ting-hong                  | |
| Detective Investigation Files Series\|Detective Investigation Files II | 1995    | Fong Shiu-wing                 | |
| Cold Blood Warm Heart                                                  | 1996    | Lee Wai-leung                  | |
| The Criminal Investigator II                                           | 1996    | Wong Yau                       | |
| Journey to the West (1996 TV series)\|Journey to the West              | 1996    | Monk Sha                       | |
| File of Justice\|File of Justice V                                     | 1997    | Yeung Kar-man                  | |
| Thiên long bát bộ (phim truyền hình 1997)                              | 1997    | Du Thản Chi                    | |
| A Recipe for the Heart                                                 | 1997    | robber                         | |
| Dark Tales\|Dark Tales II                                              | 1998    | Chu Yee-tan Wong Luk-long      | Episodes 1–5, 16–20 |
| Journey to the West II                                                 | 1998    | Monk Sha                       | |
| Moments of Endearment                                                  | 1998    | Tsang Ying-wai                 | |
| Plain Love II                                                          | 1999    | Jung Hon-ngau                  | Vai chính |
| Ups and Downs                                                          | 2000    | Hung Dai-fung                  | |
| Lost in Love                                                           | 2000    | Raymond                        | |
| A Matter of Customs                                                    | 2000    | Lee Chu-shek                   | |
| Crimson Sabre                                                          | 2000    | Yee Sam / Arthat Tit           | |
| In the Realm of Success                                                | 2001    | Fung Fuk-yam                   | |
| Cỗ máy thời gian                                                       | 2001    | Mạch Vĩ Kiện                   | Tập 1 |
| Love is Beautiful (TV series)\|Vẻ đẹp bị đánh cắp                      | 2002    | Fung Lok-yan                   | previously warehoused; available on video April 2001; anh đóng cùng Trương Triệu Huy                                                                            |
| Where the Legend Begins                                                | 2002    | Cho Cheung / Cho Chi-man       | |
| Whatever It Takes                                                      | 2003    | Ko Lik-sze, the Duke of Chai   | previously warehoused; available on video January 2002 |
| Vigilante Force (TV series)\|Vigilante Force                           | 2003    | Luk Tsan-ying                  | |
| The 'W' Files                                                          | 2003    | Kwok Chak-ching                | |
| Better Halves (TV series)\|Better Halves                               | 2003    | Choi Yiu                       | |
| Love Paradise in Regalia Bay                                           | 2003    | Bosco                          | Episodes 5–6 |
| Armed Reaction\|Armed Reaction IV                                      | 2004    | "Tai Nan Choi" Shing Chin-choi | previously warehoused; released on video August 2003 |
| ICAC Investigators 2004                                                | 2004    | Yue King-sun                   | |
| To Love with No Regrets                                                | 2004    | Mak Sau-sing                   | Đề cử - Giải thưởng kỉ niệm TVB hàng năm (2004) - Nam diễn viên chính xuất sắc nhất                                                                             |
| The Zone                                                               | 2005    | Fai                            | Episode 3 |
| Lethal Weapons of Love and Passion                                     | 2006    | Chu Tai, the Prince of Yin     | |
| Safe Guards                                                            | 2006    | Foh Yeung-hung                 | |
| Bằng chứng thép                                                        | 2006    | Kenny Lâm Thiếu Thông          | |
| Phụng Hoàng Lâu                                                        | 2006    | Liên Xung Hiên                 | |
| Glittering Days                                                        | 2006    | Inspector Wah Lung             | |
| At Point Blank (TV series)\|At Point Blank                             | 2006    | Law Kai-fai                    | previously warehoused; available on video August 2001 |
| Dicey Business                                                         | 2006    | Tyrant Cheung                  | Episode 1 |
| Doomed To Oblivion                                                     | 2007    | Wong Tsan                      | previously warehoused; available on video April 2002 |
| Life Art                                                               | 2007    | Daniel Ko Dai-wai              | Đề cử - Giải thưởng kỉ niệm TVB hàng năm (2007) - Nam diễn viên phụ xuất sắc nhất (Top 20)                                                                      |
| The Green Grass of Home                                                | 2007    | Yip Sheung-shing               | |
| Fathers and Sons (TV series)\|Fathers and Sons                         | 2007    | Leo Lui Kar-chai               | |
| The Gentle Crackdown II                                                | 2008    | So Tsan-nam                    | |
| Catch Me Now                                                           | 2008    | Chiu Kwan-ho                   | |
| Last One Standing (TV series)\|Last One Standing                       | 2008    | "Tai Kau" Poon Chi-kan         | |
| When Easterly Showers Fall on the Sunny West                           | 2008    | Yip Heung-yeung                | |
| The Stew of Life (TV series)\|The Stew of Life                         | 2009    | Johnson Yau Kai                | Đề cử - Giải thưởng kỉ niệm TVB hàng năm (2009) - Nam diễn viên phụ xuất sắc nhất (Top 15)                                                                      |
| Đội hành động liêm chính 2009                                          | 2009    | Mok Yau-kuen                   | Episode 5 |
| The Beauty of the Game                                                 | 2009–10 | To Tang                        | |
| A Watchdog's Tale                                                      | 2009–10 | Ngan Tai-keung                 | |
| Thu Hương và Đường Bá Hổ                                               | 2010    | Bảo Thế Kiệt                   | |
| The Mysteries of Love                                                  | 2010    | Tsui Kwok-on                   | |
| When Lanes Merge                                                       | 2010    | Mark                           | Episode 20 |
| No Regrets (TV series)\|No Regrets                                     | 2010    | "Fei-fan Gor" Leung Fei-fan    | Thắng: - Giải Truyền hình châu Á (2011) - Nam diễn viên xuất sắc nhất trong vai trò hỗ trợ - Giải Kỉ niệm TVB hàng năm (2010) - Nam diễn viên phụ xuất sắc nhất |
| 7 Days in Life                                                         | 2011    | Inspector Lau Cheuk-kei        | |
| Only You (2011 TV series)\|Only You                                    | 2011    | Chong Sze-chai                 | |
| Grace Under Fire                                                       | 2011    | Ma Yu-chaan                    | |
| Face to Fate                                                           | 2011    | Hong Siu-ying                  | previously warehoused; DVD released August 2006 |
| The Other Truth                                                        | 2011    | Siu Fuk                        | Episodes 17–20 |
| Wax and Wane                                                           | 2011    | Young Man Wing-cheong          | |
| The Life and Times of a Sentinel                                       | 2011    | Po Chai                        | |
| Daddy Good Deeds                                                       | 2012    | Ko Wai-ting                    | |
| House of Harmony and Vengeance                                         | 2012    | Kiu Bo-lung / Ko Yan           | |
| Ghetto Justice II                                                      | 2012    | Kau Tai-wai                    | |
| The Day of Days                                                        | 2013    |                                | |
| Reality Check (2013 TV series)\|Reality Check                          | 2013    | Leung Zhong-Xun                | |
| Karma Rider                                                            | 2013    |                                | |
| Return of the Silver Tongue                                            | 2013    | Ha Hau-mo                      | |
| Queen Divas                                                            | 2014    | Lin Chi-sam                    | |
| Storm in a Cocoon                                                      | 2014    | Poon Ka-hin                    | |